# جانيت آموس
جانيت آموس هي ممثلة كندية، ولدت في 1945.

## وصلات خارجية
- جانيت آموس على موقع IMDb (الإنجليزية)